# Ndombolo
Ndombolo es el nombre asociado con un baile de la República Democrática del Congo  y Congo Brazzaville. El baile se deriva de la rumba congoleña y del soukous. Se hizo popular y exitoso a fines de la década de 1990 y principios de la década de 2000.

## Historia
Este estilo de música rápida, que actualmente domina las pistas de baile en África Central, Oriental y Occidental, creado por Radja Kula, es interpretado por Dany Engobo, Awilo Longomba, Aurlus Mabele, Koffi Olomidé y grupos como Extra Música y Wenge Música.
La danza de cadera de ritmo rápido de soukous ndombolo ha sido criticada por sus afirmaciones obscenas. Ha habido intentos de prohibirlo en Malí, Camerún y Kenia. Después de tratar de prohibirlo en la radio y televisión públicas en la República Democrática del Congo en 2000, se hizo aún más popular. En febrero de 2005, los videos musicales de ndombolo de la RDC fueron censurados por indecencia y se prohibió la emisión de los videos de Koffi Olomidé, JB M'Piana y Werrason.[cita requerida]